# Демич Василь Федорович
Василь Федорович Демич (*6 (18) березня 1858 — † 28 грудня 1930) — український дерматолог, венеролог, військовий лікар Імператорської армії Романових.
Доктор медицини (1888). Дослідник військової медицини. Етнограф.

## Біографія
Народився 6 березня (за старим стилем) в селі Свеса Чернігівської губернії.
Після отримання початкової освіти вступив на медичний факультет Дерптського університету в Естонії. Свої перші дослідження проводив на кафедрі фармакології під керівництвом професора Коберта.
1888 — у Дерптському університеті захистив докторську дисертацію «Studien uber die wichtigsten russischen Volkscheilmittel aus dem Plauzeureiche. Diss., Derpt, 1888» (опублікована та видана німецькою мовою). Пізніше впродовж тривалого часу працював педіатром у лікарні принца О. Ольденбургського в Петербурзі.
З 1896 на військово-медичній службі російської армії.
1891 — переведений до Брест-Литовського військового шпиталю на посаду старшого ординатора.
1899 вже виконував обов'язки ординатора молодшого ординатора Київського військового госпіталю. Цього ж року обраний медичним факультетом Університету Святого Володимира на посаду асистента при клінічному відділенні нашкірних хвороб Київського військового госпіталю.
Крім досліджень народної медицини і педіатрії Демич вивчав дерматовенерологію та внутрішні хвороби у відділені шкірних і венерологічних хвороб клініки професора С. П. Томашевського.
З початком Російсько-японської війни Демич був направлений на Далекий Схід, де він очолив Харбінський зведений № 4 госпіталь. Це був найбільший за кількістю передбачених місць військово-лікувальний заклад. Шпиталь функціонував з 26 травня 1904 по 21 липня 1906.
У повоєнні роки Демич вже був у чині колезького радника. 1907 його нагородили орденом Святого Станіслава 3-го ступеня. В цьому ж році, з дозволу військового міністра, на один рік відряджений закордон (Німеччину та Францію) з метою отримання «высшего научного образования» для вивчення шкірних, венеричних хвороб і сифілісу.
28 серпня 1911 колезький радник Демич відряджався до Новочеркаська строком до 1 жовтня 1910 для боротьби з холерою.
З початком Першої Світової війни очолював один із додаткових шпиталів, що були відкриті у Києві.
Після падіння УНР Демич вже не служив. Його сім'я певний час проживала в Житомирі, пізніше вони переїхали до Трипілля, де Василь Федорович завідував диспансером. Займався лікуванням шкірних і дитячих хвороб.
Помер 28 грудня 1930 р. на 73-му році життя через важку травму, яку отримав при поїздці верхи на виклик до чергового пацієнта. Проходив лікування у Києві, де й помер. Похований у Києві на Лук'янівському кладовищі.

## Нащадки та родинні зв'язки
З майбутньою дружиною познайомився у Санкт-Петербурзі. 1883 лікар одружився з випускницею Інституту шляхетних дівиць Єлизаветою Іванівною Янович — для нього це був вже другий шлюб. Від першої жінки, яка померла у пологах, у Демича була дочка Лідія, котра проживала в Києві. У сім'ї Василя Федоровича і Єлизавети Іванівни з'явилось ще троє дітей — дві дочки і син.
Рідний дядько Василя Федоровича — Дмитро Павлович Демич — був землеміром. 1847 йому пощастило зустрітися з Т. Г. Шевченком. Про це Демич написав розповідь «Тарас Григорович Шевченко. До його біографії. 1847 р.».